# 驷乞
驷乞（？—？），姬姓，名乞，字子瑕。鄭國卿大夫，公孙夏之子，七穆之一驷氏。

## 生平
前523年，郑国的驷偃死了。驷偃在晋国的大夫那里娶妻，生了丝，此时很年幼，驷偃的父辈兄辈便立了驷偃的叔叔驷乞做驷氏的继承人。子产讨厌驷乞的为人，而且认为不合继承法规，不答应，也不制止，驷氏感到恐慌。过了几天，丝把情况告诉了他的舅舅。冬季，晋国的大夫派人带了财礼来到郑国，询问立驷乞的缘故。驷氏害怕，驷乞想要逃走，不让走；又请求用龟甲占卜，也不给。
大夫们商量如何回答晋国，子产不等他们商量好就回答客人说：“郑国不能得到上天保佑，我国君主的几个臣下不幸夭折病死。现在又丧失了我们的先大夫驷偃。他的儿子年幼，他的几位父兄害怕断绝宗主，和族人商量立了年长的亲子。我国的君主和他的几位大夫说：‘或许上天确实搅乱了这种继承法，我能知道什么呢？’俗话说，‘不要走过动乱人家的门口’，百姓动武作乱，尚且害怕经过那里，而何况敢知道上天所降的动乱？现在大夫将要询问它的原因，我国的君主确实不敢知道，还有谁知道？平丘的会盟，君王重温过去的盟约说：‘不要有人失职。’如果我国君主的几个臣下，其中有去世的，晋国的大夫却要专断地干涉他们的继承人，这是晋国把我们当作边境的县城了，郑国还成什么国家？”便辞谢客人的财礼而回报他的使者，晋国人对这件事就不再过问了。